# Parada de Cima
Parada de Cima es una aldea que pertenece al freguesia de Fonte de Angeão, en al consejo de Vagos, en Portugal.
Gran parte de su población emigró a otros países, principalmente a Venezuela y Francia.
Su principal actividad económica es la agricultura.
- Datos: Q581583